# Rugby League European Federation
La Rugby League European Federation (RLEF) è la federazione che governa lo sport del rugby a 13 in Europa e nell'emisfero nord. Istituita nel 2003, il suo attuale presidente è l'inglese Maurice Watkins.

## Competizioni

### Per nazioni
- Coppa d'Europa di rugby a 13
- Campionato europeo B di rugby a 13

### Per club
- Super League

## Federazioni nazionali

### Federazioni affiliate a pieno titolo
- Inghilterra
- Francia
- Irlanda
- Giamaica
- Libano
- Russia
- Scozia
- Serbia
- Sudafrica
- Ucraina
- Galles

### Federazioni associate
- Canada
- Repubblica Ceca
- Germania
- Italia
- Lettonia
- Malta
- Norvegia

### Federazioni osservatrici
- Belgio
- Catalogna
- Danimarca
- Grecia
- Ungheria
- Marocco
- Olanda
- Arabia Saudita
- Svezia
- Trinidad e Tobago
- Emirati Arabi Uniti